# Feet Don't Fail Me
Feet Don't Fail Me is een nummer van de Amerikaanse rockband Queens of the Stone Age uit 2017. Het is de derde single van hun zevende studioalbum Villains.
"Feet Don't Fail Me" is de openingstrack op "Villians". De band hoopt naar eigen zeggen de luisteraar met het nummer aan het dansen te krijgen. Het nummer behaalde enkel in België de hitlijsten. In Vlaanderen kwam het tot 10e positie behaalde in de Tipparade.